# The Outer Limits
The Outer Limits (bra: A Quinta Dimensão; prt: No Limiar da Realidade ou Outer Limits) foi uma série de televisão de ficção científica norte-americana que foi ao ar pela ABC, exibida em dois períodos (1963 - 1965) e (1995 - 2002). A primeira versão era uma co-produção EUA/Canadá. No Brasil foi lançada apenas a 1ª temporada da série em DVD.
A série é muitas vezes comparado a The Twilight Zone, mas com uma maior ênfase na ficção científica (ao invés de simplesmente bizarras ou sobrenaturais) histórias. The Outer Limits é uma antologia de episódios independentes, às vezes com uma reviravolta na história no final.
A série foi revivida em 1995, a ser exibida em Showtime 1995-1999, em seguida, no Sci-Fi Channel de 1999 até seu cancelamento em 2002. Em 1997, o episódio de "Os Desajustados" Zanti foi classificado # 98 em 100 maiores episódios Todos os Tempos do TV Guide.
Cada show iria começar com um cold open ou o preview de um clipe, seguido de uma narração "Voice Control", jogado sobre um osciloscópio. A versão anterior e mais longa da narração dizia o seguinte. "Complementando o tema Orwelliano de assumir a sua recepção, era um sinal de farol cuja freqüência dominante parece ter sido 1984 Hz".
As primeiras linhas de cada episódio: "Não há nada de errado com seu aparelho de televisão. Não tente ajustar a imagem. Estamos no controle da transmissão. Se quisermos torná-lo mais alto, vamos abrir o volume. Se quisermos torná-lo mais suave, vamos ajustá-lo a um sussurro. Vamos controlar a horizontal. Vamos controlar a vertical. Podemos rolar a imagem, torná-lo vibrar. Nós podemos mudar o foco para um desfoque suave ou apontá-lo para uma clareza cristalina. Durante a hora seguinte, sente-se calmamente e vamos controlar tudo o que você vê e ouve. Repetimos: não há nada de errado com seu aparelho de televisão. Você está prestes a participar de uma grande aventura. Você está prestes a experimentar o temor e o mistério que se estende desde a mente interior para - The Outer Limits".
Últimas linhas de cada episódio: "Vamos agora retornar o controle de seu aparelho de televisão para você. Até a próxima semana, ao mesmo tempo, quando a voz de controle irá levá-lo para - The Outer Limits".
Em episódios, mais tarde, usou uma das duas versões encurtadas desta introdução. Os primeiros episódios começaram simplesmente com um título na tela, seguido da narração, e nenhum cold open ou preview de um clipe.